# Burg Tanstein
Die Burg Tanstein, seltener auch Tannstein geschrieben, ist die Ruine einer mittelalterlichen Felsenburg und Bestandteil der Dahner Burgengruppe im südlichen Pfälzerwald, dem deutschen Teil des Wasgaus (Rheinland-Pfalz).

## Geographie
Die Reste der Burg stehen auf etwa 317 m knapp 1 km östlich der Stadt Dahn auf dem 323,1 m hohen Schlossberg. Die Anlage gehört als südwestlichstes Element zur Dahner Burgengruppe, die nach Nordosten noch die Burgen Grafendahn und Altdahn umfasst. Die drei Burgen wurden zwar nicht gleichzeitig, aber in enger räumlicher Nachbarschaft auf dem Rücken eines einzigen Berges errichtet. Eine ähnliche Form des Burgenbaus ist z. B. auch in den Vogesen im oberen Elsass bei den Drei Exen zu finden.
Weitere Sehenswürdigkeiten in der Nähe sind u. a. die Burg Neudahn und der Naturfelsen Jungfernsprung.

## Anlage
Burg Tanstein erstreckt sich auf den zwei westlichsten Burgfelsen der Burgengruppe. Beide Felsen waren früher mit einer Brücke verbunden. Auf den Felsen befinden sich heute moderne Brüstungsmauern, die bei Restaurierungsarbeiten willkürlich gesetzt wurden und keinen Eindruck der ehemaligen Burggebäude vermitteln. Der Westfelsen war anscheinend mit wohnturmähnlichen Gebäuden bebaut, die sich an den Felsen anlehnten. Zeugnis davon geben Balkenlöcher und Abarbeitungen am Felsen sowie eine große Zisterne, in der man Wasser von den Dächern auffing.
Die südlich gelegene Unterburg weist noch originales Mauerwerk auf, das aus dem 15. Jahrhundert stammt. Dort fanden sich Gebäudereste einer Schmiede sowie ein Schmelzofen.

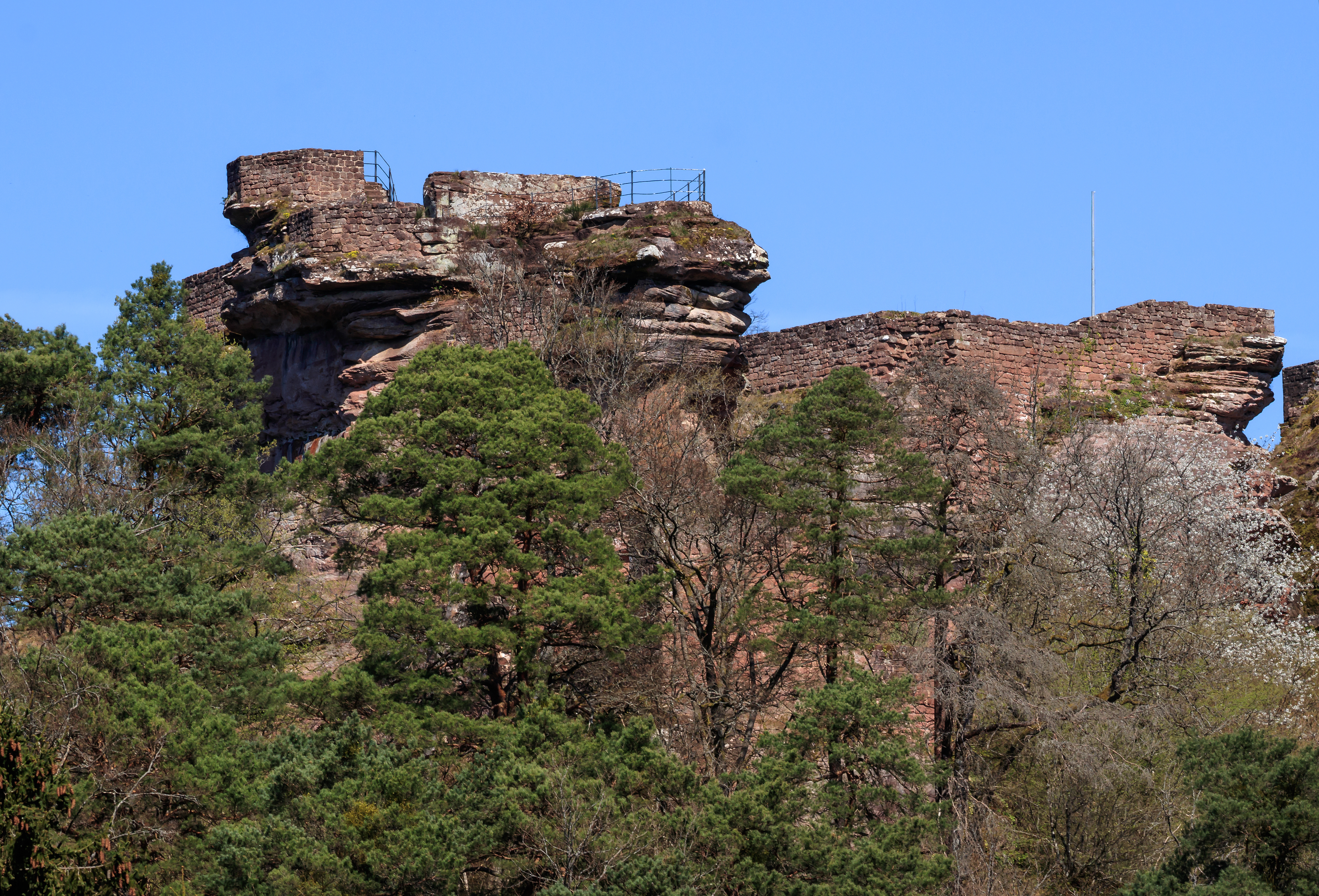
Blick von Süden
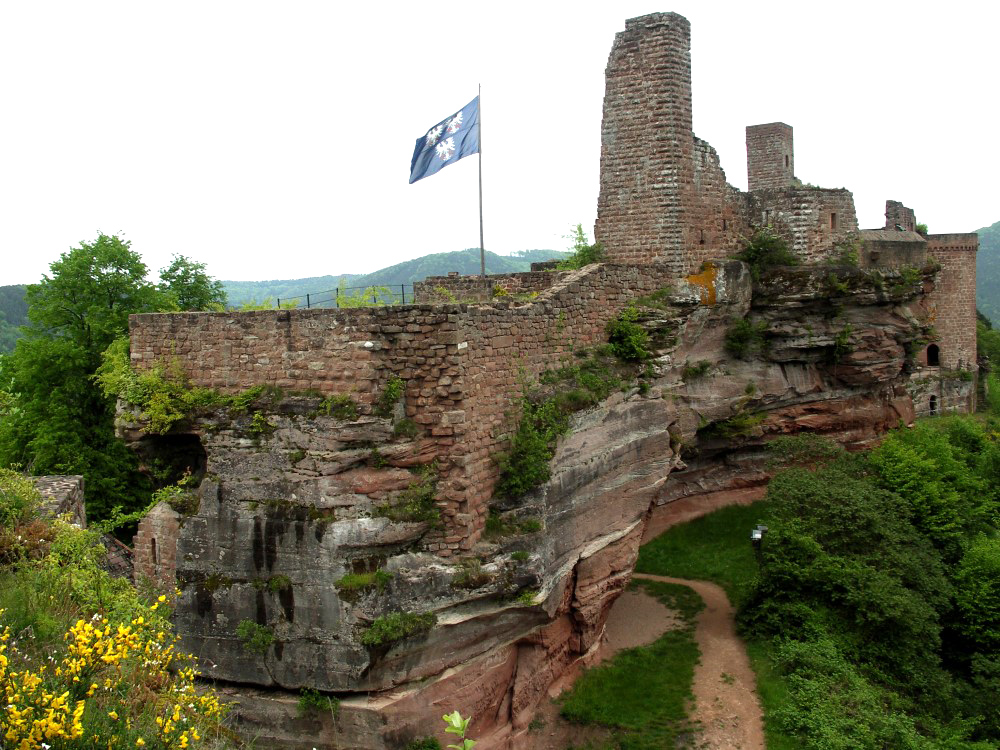
Blick von Tanstein über Grafendahn nach Altdahn
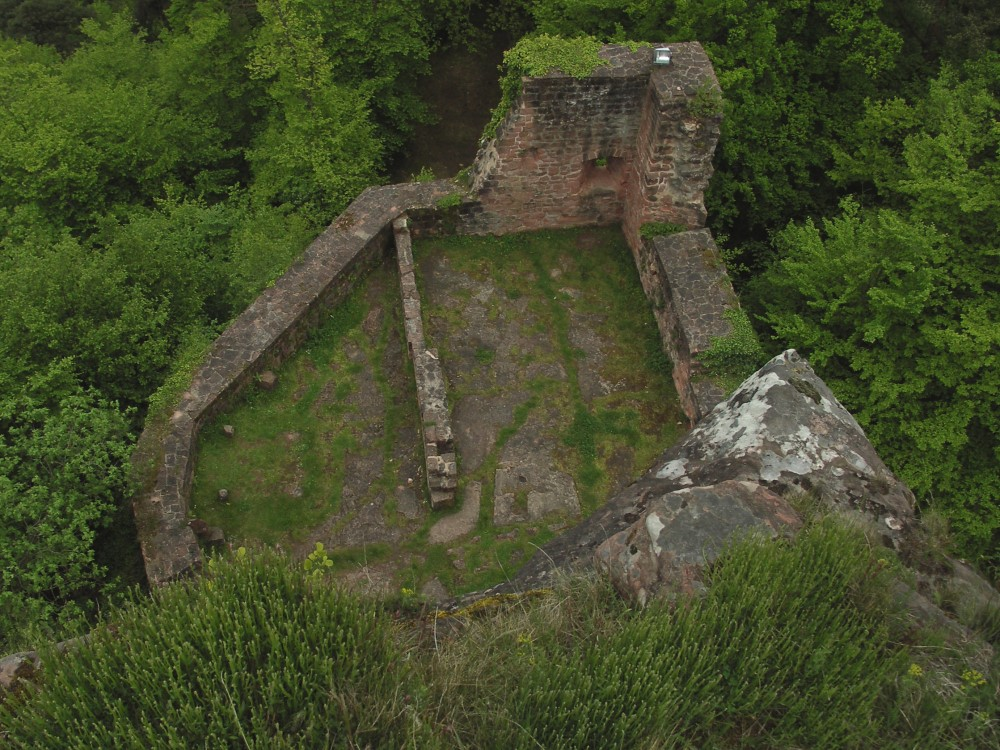
Blick von der Ober- auf die Unterburg
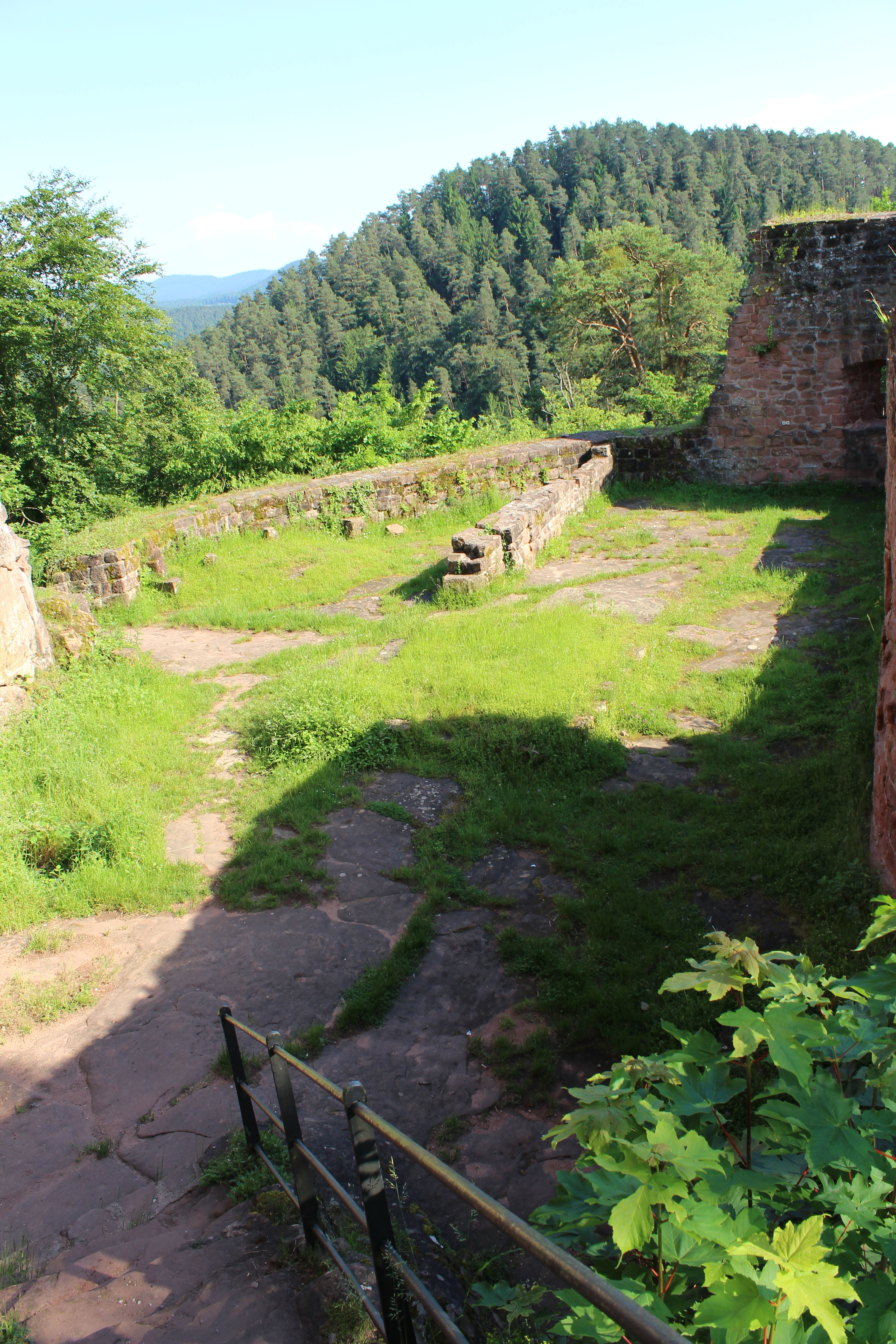
Unterburg am Westfelsen
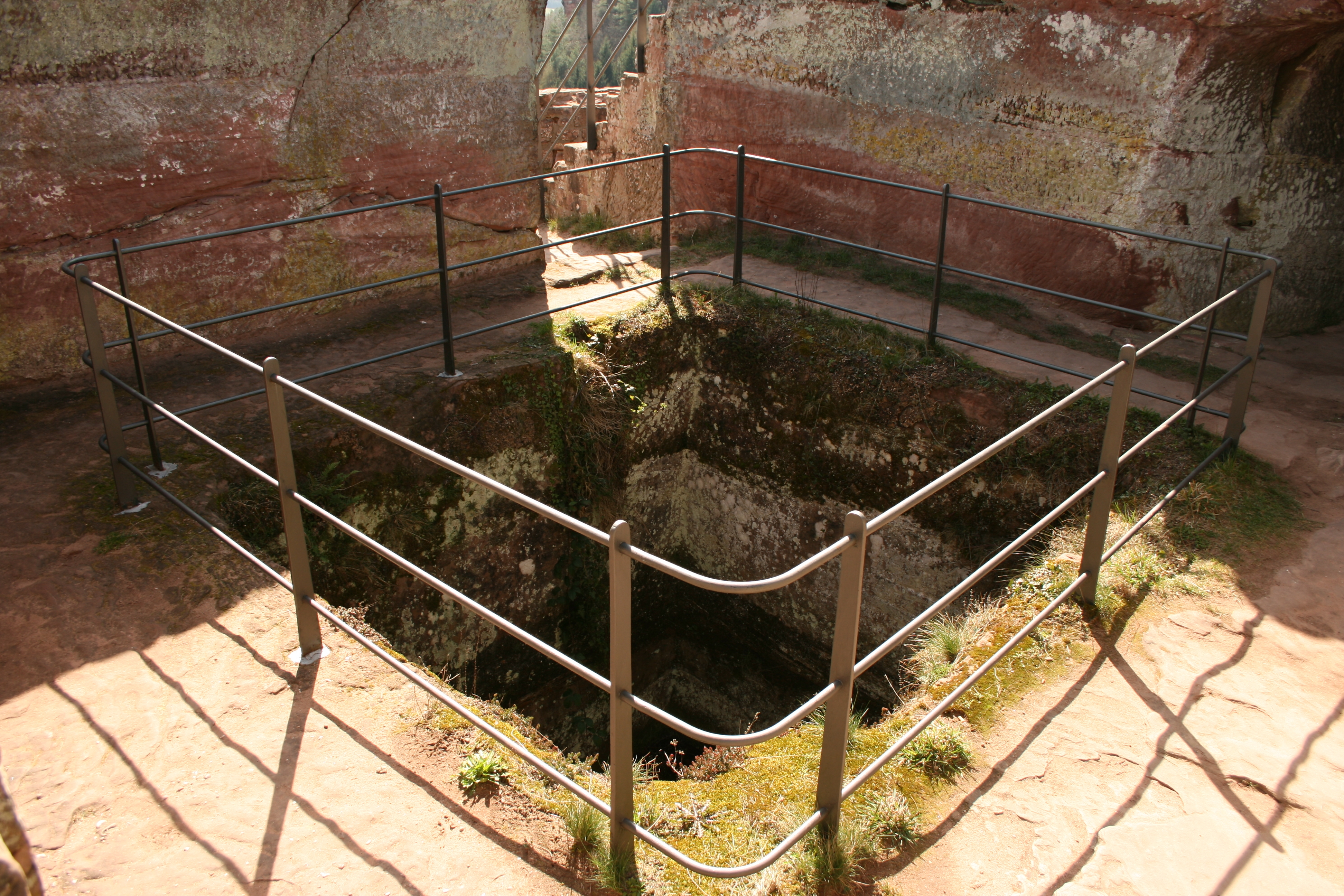
Zisterne im westlichen Burgfelsen

## Geschichte
Von den drei Burgen der Gruppe ist Tanstein die älteste. Eine Urkunde von 1127 nennt einen Anshelmus de Tannicka als Besitzer oder Verwalter; deshalb wird der Anfang des 12. Jahrhunderts als Erbauungszeit der Burg vermutet. 1189 wird in einer Urkunde des Kaisers Friedrich Barbarossa ein Heinrich von der Than erwähnt und die Burg als unmittelbares Reichslehen bezeichnet. In der Folgezeit werden noch Ulrich von Dahn und Konrad von Dahn als Reichsministerialen genannt. Seit 1328 gilt die Burg als Lehen der Bischöfe von Speyer. Bis 1464 fällt häufiger Besitzerwechsel auf, so dass davon auszugehen ist, dass das Lehen immer wieder neu vergeben wurde, also in dieser Phase noch nicht erblich war.
1512 erwarb Friedrich von Dahn die Burg. Weil er ein Verbündeter des rebellischen Ritters Franz von Sickingen war, wurde er in dessen Kämpfe mit südwestdeutschen Reichsfürsten verwickelt. Nach Sickingens Niederlage und Tod 1523 fiel auch Tanstein in die Hand der Sieger. Die Besetzung durch Truppen des Erzbischofs von Trier dauerte bis 1544 und führte wohl zu irreparablen Schäden an der Bausubstanz; denn 1585 wurde die Burg endgültig verlassen. Möglicherweise wurde die Ruine später durch französische Truppen endgültig zerstört, entweder im Jahr 1680 nach der Annexion des Gebiets als Reunion oder 1689 während des Pfälzischen Erbfolgekriegs.